# Anthem (boek)
Anthem is een dystopische sciencefiction-novelle geschreven door de Russisch-Amerikaanse auteur Ayn Rand. Oorspronkelijk bedacht als een toneelstuk toen Rand tiener was in Sovjet-Rusland was, werd het uiteindelijk in 1938 als verhaal geschreven en gepubliceerd in het Verenigd Koninkrijk.
Het verhaal speelt zich af in een toekomst waarin individualiteit is geëlimineerd en technologische vooruitgang strikt gecontroleerd wordt. De protagonist, Equality 7-2521, rebelleert tegen dit systeem en vlucht met zijn geliefde om een nieuwe samenleving te stichten.
De oorspronkelijke bedoeling van Rand was om het in te sturen naar een sciencefiction-tijdschrift. De agent van Rand diende het echter in plaats daarvan in bij zowel Macmillan Publishers in de Verenigde Staten als Cassell in het Verenigd Koninkrijk. Cassell accepteerde het voor publicatie in 1938. Macmillan weigerde het met als commentaar dat de auteur het concept socialisme niet begreep. Na het succes van de roman van Rand De eeuwige bron werd een herziene editie van Anthem in 1946 uitgebracht door Pamphleteers, Inc., een libertarisch georiënteerde uitgeverij.
De oorpronkelijke reacties op de novelle waren gemengd, met enkele positieve opmerkingen over de verbeeldingskracht van en ondersteuning van individualisme. Van de herziene versie van Anthem zijn sinds 1946 meer dan 3,5 miljoen exemplaren verkocht. In 2014 werd Anthem genomineerd voor een retrospectieve Hugo Award in de categorie Beste Novelle.